# Štitari (gmina Berane)
Štitari (cyr. Штитари) – wieś w Czarnogórze, w gminie Berane. W 2011 roku liczyła 306 mieszkańców.